# 马赫尔·哈贾尔
马赫尔·阿卜杜勒-哈菲兹·哈贾尔（阿拉伯语：ماهر عبد الحفيظ حجار，1968年—），是一名叙利亚政治家、国会议员，叙利亚人民意志党人物，曾经竞选2014年敘利亞總統選舉。
他出生于一个穆斯林逊尼派家庭，毕业于阿勒颇大学。他曾经在1984年，参加叙利亚欧诺共产党，之后退出，加入2000年的人民意志党。2007年，曾经参加叙利亚国会选举，但是落选。2012年再次竞选，并且获得席位。2014年，参加敘利亞總統選舉，以无党派身份参加，获得3.2%的选票。